# بخش محبوب‌نگر
محبوب‌نگر (به انگلیسی: Mahbubnagar district) یک سکونتگاه مسکونی در هند است که در آندرا پرادش واقع شده‌است.

## خصوصیات
محبوب‌نگر ۱۸٬۴۳۲ کیلومترمربع مساحت و ۴٬۰۵۳٬۰۲۸ نفر جمعیت دارد و ۴۹۸ متر بالاتر از سطح دریا واقع شده‌است.